# Cmentarz żydowski w Serocku
Cmentarz żydowski w Serocku – znajduje się przy ul. Pułtuskiej, data jego powstania pozostaje nieznana. 
W czasie II wojny światowej został zniszczony przez nazistów, którzy wykorzystali macewy do prac budowlanych. W okresie PRL na terenie kirkutu wybudowano ośrodek wczasowy Narew. W latach 90. XX wieku w odległości około 100 metrów od kirkutu wybudowano lapidarium z odzyskanych kamieni nagrobnych.